# Mlozi bin Kazbadema
Mlozi bin Kazbadema eller enbart Mlozi, död 1895, var en afrikansk slavhandlare. 
Han etablerade ett betydande handelsimperium i Malawi, som han utropade till sultanat, och som utgjorde ett mellanled i handeln med slavar från Malawi till swaihilikusten och vidare ut i slavhandeln på Indiska oceanen. Han var en centralfigur i Karonga-kriget mot britterna, och associerades länge med den östafrikanska slavhandeln. 

## Biografi
Mlozi var en swahiliarabisk slavhandlare från Swaihilikusten. 
Han etablerade år 1879 i samarbete med sina kollegor en handelsbas i Ngondes område i Luangwa Valley vid Karonga. Det utgjorde ett mellanled för transport av slavar från centrala Afrika till Lake Malawi och vidare till Swaihilikusten för slavhandeln på Indiska oceanen. Han utropade sig till regerande sultan över området. 
Han samarbetade initialt med Ngonde-folket, men samarbetet ledde till konflikt. Ngonde slöt allians med britterna, som under 1880-talet började försöka få inflytande under området, och krig (Karonga War) utbröt mellan Mlozi och Ngonde i allians med britterna. 
Han avrättades av britterna 1895. 